# Valentin Kozmič Ivanov
Valentin Kozmič Ivanov (rusky Валентин Козьмич Иванов; (19. listopadu 1934, Moskva – 8. listopadu 2011, Moskva) byl sovětský fotbalista. Hrával na pozici útočníka.
S reprezentací SSSR se stal mistrem Evropy roku 1960 a na mistrovství Evropy 1964 získal stříbrnou medaili. Na obou těchto šampionátech se dostal do all-stars. Zúčastnil se též dvou mistrovství světa, v letech 1958 a 1962. Na tom druhém se spolu s dalšími pěti hráči stal nejlepším střelcem, se čtyřmi brankami. Vybojoval též zlatou medaili na olympijských hrách roku 1956. Celkem za národní tým odehrál 60 utkání a vstřelil 26 gólů, což je třetí nejlepší výsledek v sovětské historii (po Olegu Blochinovi a Olegu Protasovovi). Celou svou fotbalovou kariéru strávil v jediném klubu, v Torpedu Moskva. V letech 1952–1966 za něj odehrál 286 ligových utkání a dal 124 gólů.